# 2004 (album)
2004 – studyjna płyta zespołu Dżem wydana w 2004 roku. Jest to pierwszy album studyjny grupy nagrany z nowym wokalistą, Maciejem Balcarem, który też jest autorem większości tekstów na płycie, jest to również ostatni album Dżemu wydany za życia Pawła Bergera. Album dotarł do 26. miejsca na liście OLiS w Polsce.
Nagrania zostały zarejestrowane pomiędzy 15 marca a 8 kwietnia w Studio Hellenic w Poznaniu we współpracy z realizatorami: Ryszardem Kramarczykiem i Piotrem Witkowskim, który również zmiksował nagrania. Pre-mastering w KAT Recording Studio wykonał również Witkowski. Mastering wykonał Don C. Tyler w Precision Mastering w Los Angeles.

## Lista utworów
źródło:
1. "Gorszy dzień" (muz. Beno Otręba – sł. Maciej Balcar) – 4:25
2. "Chleb z dżemem" (muz. Jerzy Styczyński – sł. Maciej Balcar, Krzysztof Feusette) – 4:15
3. "W drodze do nieba" (muz. Paweł Berger – sł. Maciej Balcar) – 5:31
4. "Ćma barowa" (muz. Beno Otręba, Jerzy Styczyński – sł. Maciej Balcar) – 4:50
5. "Nieproszony" (muz. Paweł Berger – sł. Maciej Balcar) – 6:03
6. "Wymarzony świat" (muz. Adam Otręba – sł. Maciej Balcar) – 3:51
7. "Do kołyski" (muz. Jerzy Styczyński – sł. Maciej Balcar) – 6:53
8. "Dzień świstaka" (muz. Paweł Berger – sł. Maciej Balcar) – 5:05
9. "Szeryfie, co tu się dzieje?" (muz. Beno Otręba – sł. Maciej Balcar, Krzysztof Feusette) – 5:29
10. "Diabelski żart" (muz. Dżem – sł. Maciej Balcar) – 2:42
11. "66" (muz. Maciej Balcar – sł. Wojciech Wesołowski) – 3:33
12. "W imię ojca" (muz. Maciej Balcar – sł. Kazimierz Galaś) – 10:20

## Twórcy
| Zespół Dżem w składzie - Maciej Balcar – śpiew - Paweł Berger – instrumenty klawiszowe - Adam Otręba – gitara - Beno Otręba – gitara basowa - Jerzy Styczyński – gitara - Zbigniew Szczerbiński – perkusja | oraz - Piotr Witkowski - realizacja nagrań, miksowanie, pre-mastering - Ryszard Kramarczyk - realizacja nagrań - Don C. Tyler - mastering - Ryszard Kramarczyk - zdjęcia - Ryszard Czernow - zdjęcia - Jarosław Balcar - zdjęcia - Studio Projektowe Plakat - projekt graficzny okładki |